# Biała (powiat kutnowski)
Biała – wieś w Polsce położona w województwie łódzkim, w powiecie kutnowskim, w gminie Żychlin.
W latach 1954–1961 wieś należała do gromady Śleszyn, po reorganizacji, należała i była siedzibą władz gromady Biała. W latach 1975–1998 miejscowość należała administracyjnie do województwa płockiego.